# Neosho (Missouri)
Neosho is een plaats (city) in de Amerikaanse staat Missouri, en valt bestuurlijk gezien onder Newton County.

## Demografie
Bij de volkstelling in 2000 werd het aantal inwoners vastgesteld op 10.505.
In 2006 is het aantal inwoners door het United States Census Bureau geschat op 11.243, een stijging van 738 (7,0%).

## Geografie
Volgens het United States Census Bureau beslaat de plaats een oppervlakte van
38,7 km², geheel bestaande uit land.

## Plaatsen in de nabije omgeving
De onderstaande figuur toont nabijgelegen plaatsen in een straal van 20 km rond Neosho.

## Geboren
- Thomas Hart Benton (1889 - 1975), schilder